# Tramlijn 13 (Antwerpen)
De Antwerpse tramlijn 13 verbond het Zuidstation aan de Bolivarplaats met het Oude Veer naar Burcht bij Scheldekaai 1 aan de Petroleum Zuid (Petroleuminrichtingen Kielpolder).

## Traject
Bolivarplaats - Gentstraat - Gentplaats - Van der Sweepstraat - Ledeganckkaai - D'Herbouvillekaai - Naftaweg - Petroleumkaai - Oude Veer.

## Geschiedenis
Tramlijn 13 werd in 1904 in dienst genomen tussen het Zuidstation en de D'Herbouvillekaai. Vanaf 1929 werd tussen de trams in een test gedaan met een trolleybus, maar die test werd in 1931 weer stopgezet. Zowel de tramlijn als de trolleybuslijn 13 hadden als bijnaam "de Lamme van 't Zuid", vanwege het regelmatige oponthoud door treinen die de rijweg moesten kruisen.
In 1934 werd de lijn verlengd tot de Karel Oomsstraat door het opslokken van tramlijn 14, maar na de Tweede Wereldoorlog bleef weer enkel het oude stuk van lijn 13 over. In 1952 werd de tramlijn opgeheven en vervangen door een busdienst.

### Plan 2021
Volgens het plan 2021 zal er vanaf eind 2021 een tram T13 rijden van Silsburg naar het Havenhuis. (Zie ook Nethervorming basisbereikbaarheid).